# USS Woolsey (DD-77)
USS Woolsey (DD-77) – amerykański niszczyciel typu Wickes. Jego patronem był Melancthon Taylor Woolsey.
Stępkę okrętu położono 1 listopada 1917 w stoczni Bath Iron Works w Bath (Maine). Zwodowano go 17 września 1918, matką chrzestną była Elise Campau Wells. Jednostka weszła do służby w US Navy 30 września 1918, jej pierwszym dowódcą był Lieutenant Commander Frederick V. McNair, Jr.
Okręt był w służbie w czasie I wojny światowej. Działał jako jednostka eskortowa na Atlantyku.
W 1919 przeszedł na Pacyfik. 26 lutego 1921 w wyniku kolizji został przecięty na pół przez statek SS "Steel Inventor". Rozbitkowie zostali uratowani przez siostrzany USS "Aaron Ward" (DD-132).